# Henriette Paalzow

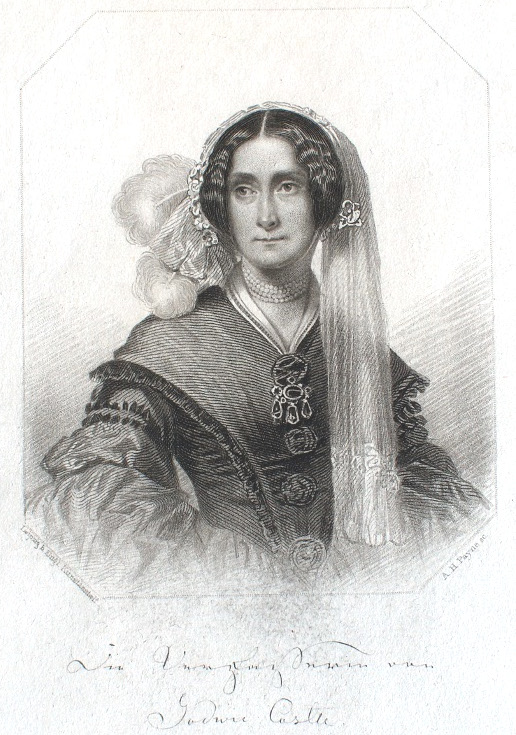
Henriette Paalzow.

Henriette Wilhelmine Luise Amalie von Paalzow, född Wach den 22 februari 1792 i Berlin, död där den 30 oktober 1847, var en tysk romanförfattarinna, syster till målaren Karl Wilhelm Wach. 
Hennriette Paalzows historisk-romantiska romaner, bland vilka de första och bästa är Godwie castle (3 band, 1836; 9:e upplagan 1892; svensk översättning 1843) och Sainte-Roche (1839, 7:e upplagan 1894, "Slottet Sainte-Roche", 1880), lästes på sin tid ofantligt mycket. Thomas Thyrnau (3 band, 1843) har i en bearbetning överflyttats till svenska (3 band, 1877). Hennes arbeten utgavs samlade 1884, i 12 band.